# Janet Bragg
Janet Harmon Waterford Bragg (nacida como Jane Nettie Harmon)  (Griffin, Georgia; 24 de marzo de 1907 - Blue Island, Illinois; 11 de abril de 1993) fue una enfermera y aviadora aficionada estadounidense.
En 1942, fue la primera mujer afroamericana en obtener una licencia de piloto comercial. Se convirtió en miembro del Salón de la Fama de la Aviación de Georgia en 2022.

## Biografía
Janet Harmon fue la séptima hija de una familia con ascendencia africana y cherokee, asistió a las escuelas episcopales y al Spelman College en Atlanta, Georgia, y se graduó como enfermera registrada en 1929. Poco después de graduarse, se fue de Georgia a Illinois y fue contratada como enfermera por el Hospital Wilson en Chicago. Después continuó trabajando como enfermera, esta vez para médicos en ejercicio y asistió a la Universidad de Loyola. Desde 1941 hasta 1951 trabajó como inspectora de salud para una compañía de seguros. En 1953 se casó con Sumner Bragg y juntos administraron y fundaron dos hogares de ancianos en Chicago hasta su jubilación en 1972. Sumner Bragg murió en 1986  y su autobiografía, Soaring Above Contratiempos, se publicó póstumamente en 1996.

### Aviación
En 1928, se convirtió en la primera mujer negra en inscribirse en la Escuela de Aeronáutica Curtiss Wright en Chicago. Y en 1933 se matriculó en la Universidad Aeronáutica Curtiss Wright, una escuela de aviación negra segregada dirigida por John C. Robinson y Cornelius Coffey. Era la única mujer en una clase con 24 hombres negros. En 1934 proporcionó $ 600 de su propio dinero para comprar el primer avión de la escuela y ayudó a construir el propio aeródromo de la escuela en Robbins, Illinois. En el verano aprendió a volar y obtuvo su licencia de piloto privado.
En 1943 solicitó unirse al programa Women Airforce Service Pilots (WASP). Cuando fue a una entrevista, Ethel Sheehy, asistente del jefe de WASP, se la negó porque era negra. Semanas después recibió una carta de rechazo de Jacqueline Cochran, jefa de WASP, por el mismo motivo. Y su solicitud para el cuerpo de enfermeras militares fue rechazada también por motivos raciales. Se inscribió entonces en el Programa de Capacitación de Pilotos Civiles en el Instituto Tuskegee en Tuskegee, Alabama. A pesar de completar su curso, examen y prueba de vuelo, no le concedieron la licencia de piloto en Alabama, por ser una mujer "de color" aunque sí que logró recibir una licencia  del Pal-Waukee Field en Illinois.
Janet Bragg participó en el inicio de la Asociación Nacional de Aviadores Estadounidenses, diseñada para representar la profesión naciente ante el gobierno.Se retiró de los vuelos en 1965 con unas 2000 horas de vuelo.

## Otras lecturas
- Janet Bragg y Marjorie M. Kriz (1996). Volando por encima de los contratiempos: la autobiografía de Janet Harmon Bragg, aviadora afroamericana . Prensa de la Institución Smithsonian. ISBN 1-56098-458-9
- Haskins, James.Empresarios afroamericanos .Nueva York, NY: J. Wiley & Sons, 1998. ISBN 9781118436134